# Monoblaste
 (février 2024).
Si vous disposez d'ouvrages ou d'articles de référence ou si vous connaissez des sites web de qualité traitant du thème abordé ici, merci de compléter l'article en donnant les références utiles à sa vérifiabilité et en les liant à la section « Notes et références ».

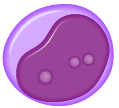
Un monoblaste.

Les monoblastes sont des cellules qui se trouvent normalement dans la moelle osseuse et n'apparaissent pas dans le sang périphérique normal. Elles se transforment en monocytes, qui se transforment ensuite en macrophages.